# Neoclytus peninsularis
Neoclytus peninsularis är en skalbaggsart som beskrevs av Schaeffer 1905. Neoclytus peninsularis ingår i släktet Neoclytus och familjen långhorningar. Inga underarter finns listade i Catalogue of Life.